# Aloysia
Aloysia este un gen de plante din familia  Verbenaceae.

## Specii
Cuprinde circa 34 de specii.

## Legături externe
Materiale media legate de Aloysia la Wikimedia Commons